# Haden Blackman
William Haden Blackman (Seal Beach, 1973) è un autore di videogiochi statunitense.

## Biografia
Blackman è cresciuto a Seal Beach, in California. Da bambino, leggeva fumetti durante i lunghi percorsi di viaggi in auto, dove scoprì l'amore per le creature fantastiche.

### Carriera
Blackman ha frequentato l'Università della California, a Santa Cruz, dove ha conseguito la laurea in Scrittura creativa. Poco dopo la laurea, ha lavorato come scrittore fantasma e come editore per una piccola agenzia letteraria della California settentrionale mentre perseguiva la sua carriera da scrittore. Il suo primo lavoro pubblicato è stato The Field Guide to North American Monsters: Everything You Need to Know About Encountering Over 100 Terrifying Creatures in the Wild, seguito da un sequel intitolato The Field Guide to North American Hauntings: Everything You Need to Know About Encounting Over 100 Ghosts, Phantoms, and Spectral Entities. Subito dopo aver completato li primo Field Guide, Blackman ha iniziato a lavorare alla LucasArts come scrittore e in seguito come direttore vocale, produttore ed infine direttore creativo. Blackman è stato produttore del gioco di ruolo online multigiocatore di massa Star Wars: Galaxies. È stato il capo progetto di Star Wars - Il potere della Forza, un ruolo che ha descritto come "un ibrido tra direttore creativo e produttore esecutivo.
Mentre lavorava alla LucasArts, Blackman ha continuato la sua carriera di scrittore freelance. Ha scritto diversi fumetti di Guerre stellari, tra cui Star Wars: Starfighter, Star Wars: Jango Fett - Open Seasons e Star Wars: Dart Fener e la prigione fantasma.
Il 29 luglio 2010 si è dimesso dalla sua posizione alla LucasArts dopo tredici anni per formare il suo studio di sviluppo, Fearless Studios. Il suo ultimo progetto alla LucasArts è stato Star Wars: Il potere della Forza II, che ha scritto e diretto.
Il 30 dicembre 2013 è stato annunciato che avrebbe scritto Elektra, debuttando come scrittore per la Marvel Comics.
Ha annunciato il 26 febbraio 2015 di iniziare a scrivere Master of Kung Fu per la Marvel.
Lo studio di sviluppo di giochi di Blackman è stato acquisito da Kabam nel 2012. Il 4 dicembre 2014 è stato annunciato che Blackman aveva fondato un altro nuovo studio di videogiochi chiamato Hangar 13 azienda sussidiaria di 2K Games. Blackman rilascia un commento dicendo: "Volevo creare il tipo di giochi che mi piace giocare... Dal mio punto di vista, 2K Games mette sempre il gioco al primo piano". È stato confermato che lo studio sta lavorando a un gioco non specificato. Il gioco è stato successivamente confermato come Mafia III, il sequel di Mafia II, che ha diretto con il suo nuovo studio Hangar 13, in collaborazione con 2K Games, il precedente sviluppatore della serie Mafia.

## Premi
Nel 2009, Blackman ha vinto premi per l'eccezionale scrittura di videogiochi sia dalla Writers Guild of America che dall'Academy of Interactive Arts & Sciences per il suo lavoro su Star Wars: Il potere della Forza. È stato nominato per un altro premio WGA nel 2011 per Star Wars: Il potere della Forza II. Nel 2012, Blackman ha vinto il GLAAD Media Award per il miglior fumetto per Batwoman ed è stato nominato per lo stesso premio nel 2014.

## Pubblicazioni

### Guerre stellari
- Star Wars Tales
- Star Wars: Starfighter
- Star Wars: Jango Fett - Open Seasons
- Star Wars: The Clone Wars
- Star Wars: The Clone Wars Adventures
- Star Wars - Il potere della Forza
- Star Wars: Republic
- Star Wars: Obsession
- Star Wars: X-Wing: Rogue Leader
- Star Wars: Dart Fener e lo squadrone perduto
- Star Wars: Dart Fener e la prigione fantasma

### DC Comics
- Batwoman

### Marvel
- Elektra
- Master of Kung Fu

## Videogiochi
- Star Wars: Starfighter (2001) - Scrittore
- Star Wars: Jedi Starfighter (2002) - Autore
- Star Wars Galaxies: Empire Divided (2003) - Scrittore
- Star Wars: Il potere della Forza (2008) - Regista, Autore
- Star Wars: Il potere della Forza II (2010) - Autore principale
- Mafia III (2016) - Regista, Scrittore
- Mafia: Definitive Edition (2020) - Regista, Scrittore